# 險礁嶼

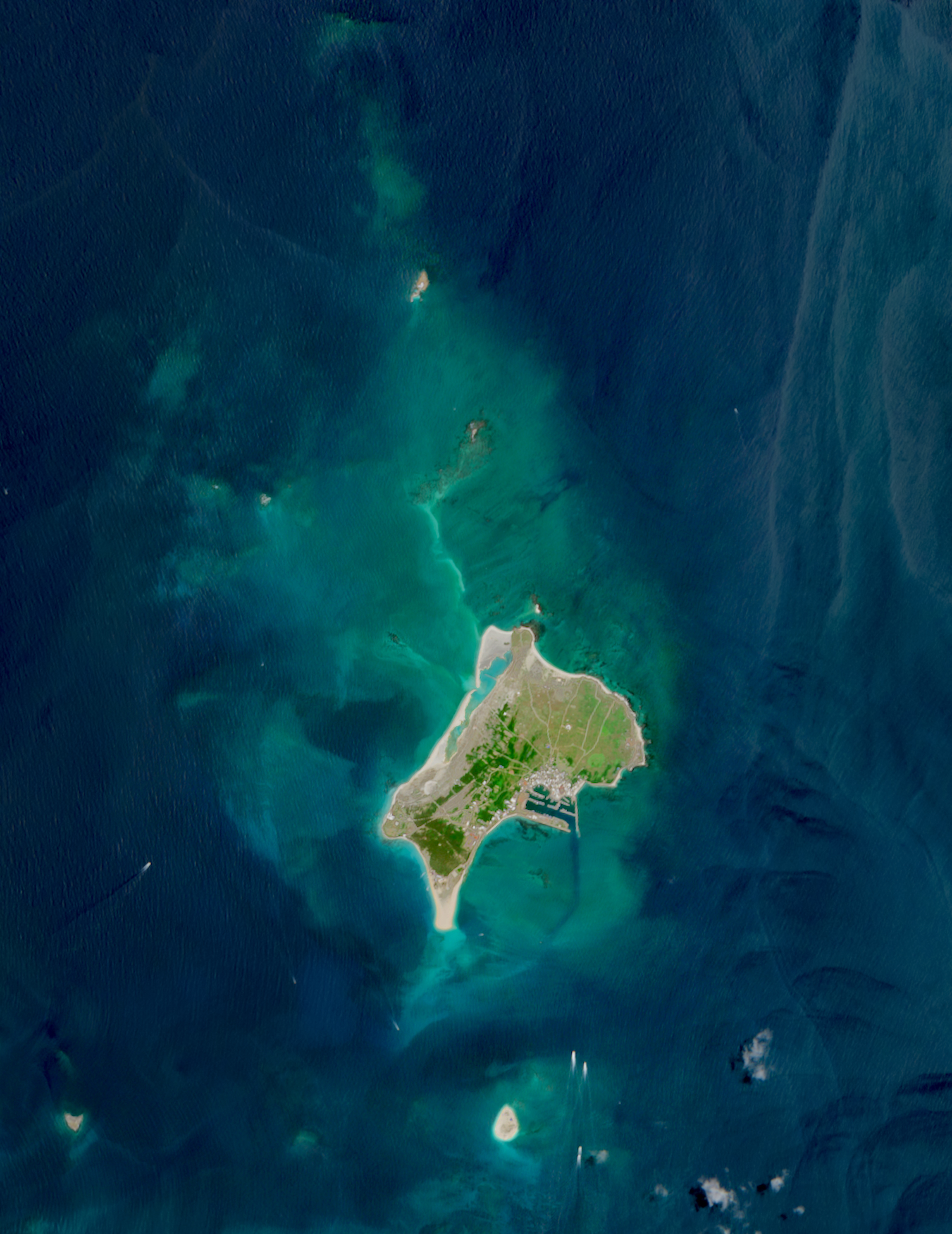
險礁嶼位於圖最下方，最大島即為吉貝嶼

險礁嶼，為台灣澎湖縣白沙鄉之島嶼，位在吉貝嶼南方，乃是澎湖最大沙洲。島嶼地址為澎湖縣白沙鄉赤崁村18鄰險礁嶼１號。

## 名稱
因島嶼四周多暗礁而得名。

## 概況
島上無人居住。全島除了東半部有岩石構成的海蝕平台外，皆是砂粒、貝殼和珊瑚碎屑構成的白色砂灘。近年來因為中視偶像劇《原味的夏天》在島上拍攝而爆紅。
2009年澎湖縣政府舉辦消費券大摸彩特別獎——無人島「險礁嶼」島主，一名4歲男童葉千維幸運得獎，但因為身分曝光引來關注；葉家人在不得己的情況下，決定上網拍賣一年無人島島主的權利。

## 景點

### 八釐米蔚藍
《原味的夏天》製作單位利用原有的石板屋搭建了一座兩層樓的藍頂小屋，取名為「八釐米蔚藍」，成為島上著名的觀光景點。

### 水上活動休息區
提供水、乾糧、毛巾等物品。

### 民宿
島上唯一的民宿「海的美宿館」，共有六間小木屋，分雙人房和四人房。

## 交通

### 空運
險礁嶼並無機場，須經海運至白沙嶼，經陸路至湖西鄉的澎湖機場。

### 海運
由赤崁乘坐船艇前往約二十分鐘即可抵達。 

### 陸路
島上無公路。

## 外部連結
- 沿著菊島旅行-澎湖資訊網:Sports:險礁嶼 （页面存档备份，存于）
- 險礁嶼-美美美-澎湖景點-險礁嶼 （页面存档备份，存于）